# خاست

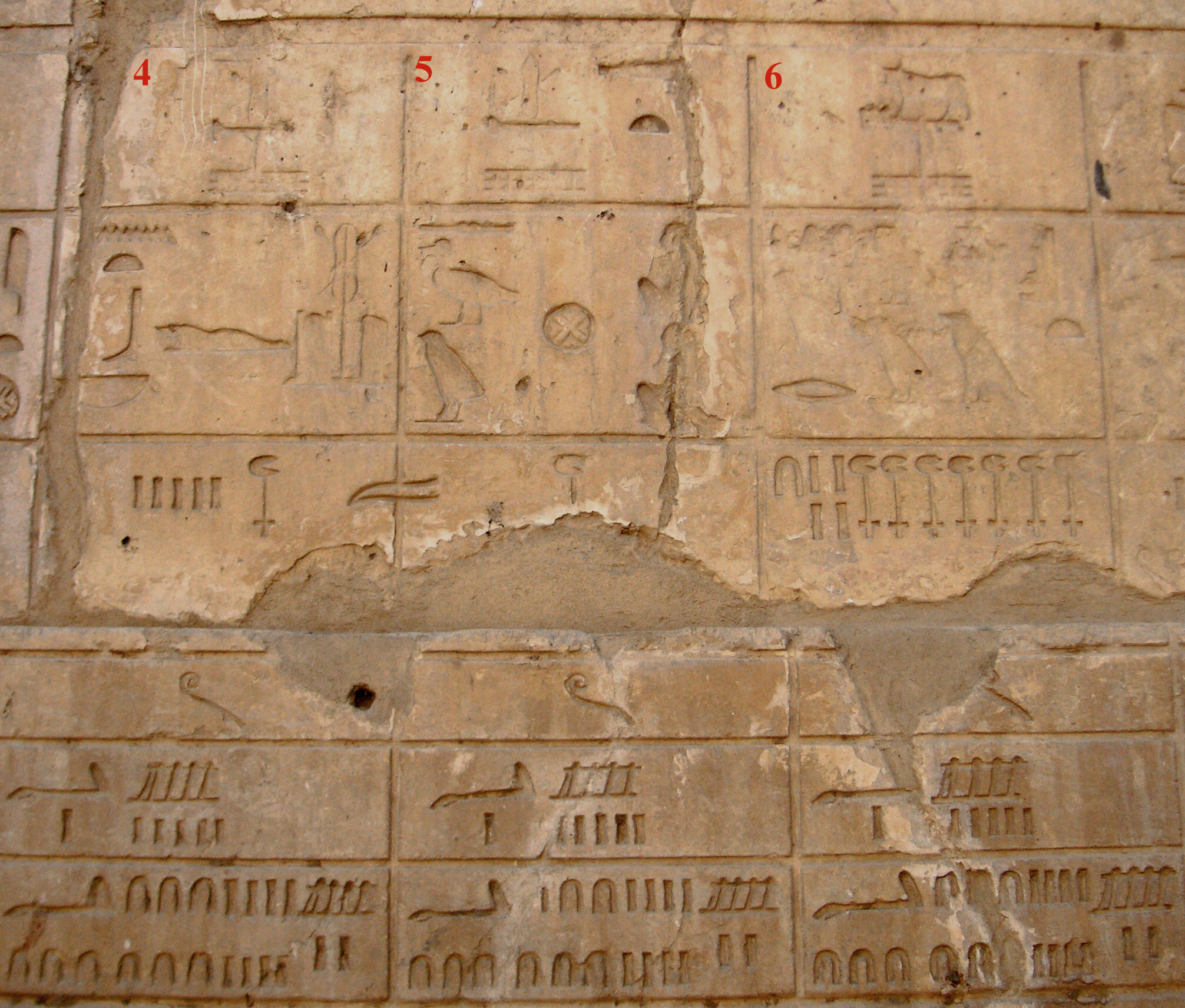
خاست في الكرنك

خاست كانت واحدة من 42 مقاطعة في مصر القديمة.    
| N26 · E2 · R12 · N24 |

| N26 · E2 · R12 · N24 |

## التاريخ
الآلهة الرئيسية للمقاطعة كانت واجيت ورع. وكان من الآلهة الرئيسية الأخرى في المنطقة إيزيس وأوزوريس.    اليوم المنطقة هي جزء من محافظة الغربية ومحافظة كفر الشيخ.